# Khouma Babacar
Khouma El Hadji Babacar (sinh ngày 17 tháng 3 năm 1993) là một cầu thủ bóng đá người Sénégal hiện đang chơi cho câu lạc bộ ACF Fiorentina ở vị trí Tiền đạo và là thành viên của đội tuyển bóng đá quốc gia Sénégal.

## Sự nghiệp
Sinh ra ở Thiès, Babacar bắt đầu sự nghiệp của mình trong học viện US Rail ở quê nhà. Hai năm sau, anh 14 tuổi chuyển đến Ý và ký hợp đồng với câu lạc bộ Delfino Pescara 1936.
Tháng 7 năm 2008, Babacar ký hợp đồng với câu lạc bộ trong nước tại giải Serie A là ACF Fiorentina. Anh bắt đầu chơi ở đội hình đầu tiên của Fiorentina, dẫn dắt bởi HLV Cesare Prandelli.
Ngày 14 tháng 1, năm 2010, ở tuổi 16 Babacar ra mắt chính thức cho Viola, trong trận đấu với Chievo ở mùa giải Coppa Italia với pha ghi bàn gỡ hòa 2-2 trong phút 75'. Ngày 20 tháng 3, anh ghi bàn thắng đầu tiên tại giải đấu đầu cho câu lạc bộ trong trận đấu với Genoa.

## Thống kê sự nghiệp
Tính đến ngày 17 tháng 5 năm 2017
| Câu lạc bộ           | Mùa giải             | Giải đấu             | Giải đấu | Giải đấu | Cúp quốc gia | Cúp quốc gia | Châu Âu | Châu Âu | Tổng cộng | Tổng cộng |
| Câu lạc bộ           | Mùa giải             | Hạng                 | Trận     | Bàn      | Trận         | Bàn          | Trận    | Bàn     | Trận      | Bàn       |
| -------------------- | -------------------- | -------------------- | -------- | -------- | ------------ | ------------ | ------- | ------- | --------- | --------- |
| Fiorentina           | 2009–10              | Serie A              | 4        | 1        | 1            | 1            | —       | —       | 5         | 2         |
| Fiorentina           | 2010–11              | Serie A              | 18       | 0        | 3            | 2            | —       | —       | 21        | 2         |
| Fiorentina           | 2011–12              | Serie A              | 1        | 0        | 0            | 0            | —       | —       | 13        | 0         |
| Racing Santander     | 2011–12              | La Liga              | 8        | 0        | 0            | 0            | —       | —       | 8         | 0         |
| Padova               | 2012–13              | Serie B              | 16       | 1        | 1            | 1            | —       | —       | 17        | 2         |
| Modena               | 2013–14              | Serie B              | 41       | 20       | 1            | 0            | —       | —       | 42        | 20        |
| Fiorentina           | 2014–15              | Serie A              | 20       | 7        | 3            | 0            | 5       | 2       | 28        | 9         |
| Fiorentina           | 2015–16              | Serie A              | 18       | 5        | 1            | 0            | 5       | 2       | 24        | 7         |
| Fiorentina           | 2016–17              | Serie A              | 20       | 10       | 1            | 0            | 8       | 4       | 29        | 14        |
| Tổng cộng Fiorentina | Tổng cộng Fiorentina | Tổng cộng Fiorentina | 81       | 23       | 9            | 3            | 18      | 8       | 108       | 34        |
| Tổng cộng sự nghiệp  | Tổng cộng sự nghiệp  | Tổng cộng sự nghiệp  | 146      | 44       | 11           | 4            | 18      | 8       | 175       | 56        |